# Cosmogonia
Cosmogonia ou cosmogenia (do grego koiné κοσμογονία; onde κόσμος: "cosmos", "mundo" e γί(γ)νομαι: "entrar em um novo estado de ser"), refere-se ao estudo da origem do universo, do sistema solar, ou o sistema Terra-Lua. Também é qualquer modelo relacionado à existência (ou seja, a origem) do cosmos (ou universo), ou da realidade dos seres sencientes (ter percepções conscientes). Isto é, é a especulação sobre a origem e formação do mundo encontrado em muitos mitos religiosos e na filosofia dos pré-socráticos, principalmente Tales de Mileto, o primeiro a buscar a origem de tudo, acreditando encontrá-la na água, considerada por ele como a substância primordial do universo.

## Etimologia
A palavra cosmogonia vem do grego koiné κοσμογονία (de κόσμος "Cosmos, o mundo") e da raiz de γί(γ)νομαι / γέγονα ("entrar em um novo estado de ser").

## História
As primeiras tentativas do homem de explicar a origem do mundo foram os mitos. A mitologia grega, por exemplo, diz que no princípio havia o Caos, e em algum momento surgiu Érebo, o lugar desconhecido onde a morte mora, e Nix, a noite. Havia apenas silêncio e vazio. Então, Eros nasce produzindo um início de ordem, e se faz Luz e Dia, e a terra (Gaia) aparece. Érebo e Nix copulam e dão nascimento a Éter, a luz celestial, e Dia, a luz terrena. Gaia, por si só, gera Urano, o céu. Urano torna-se o esposo de Gaia e a cobre por todos os lados. Da união de Urano e Gaia surgem todas as criaturas, Titãs, Ciclopes e Hecatonquiros.
A ciência atual aceita a teoria do Big Bang. Segundo esta teoria, o Universo teria surgido de uma grande explosão há cerca de 13 bilhões de anos, quando então as primeiras estrelas e galáxias se formaram.
Na Bíblia, o livro do Gênesis narra a criação do mundo pelo Senhor Deus, começando pela criação do céu e da terra e a separação das águas, em seis dias, tendo no sétimo dia Deus descansado. Hoje, a teologia liberal considera esta narrativa alegórica, abandonando seu sentido literal. A Igreja Católica Romana atualmente aceita a teoria científica do Big Bang.
Segundo a Cabala, a tradição esotérica e mística do judaísmo, a criação do mundo e do Homem deu-se por emanações de um princípio chamado de Ain Soph. Estas emanações são chamadas de Sephiroth, em número de dez, e o seu conjunto forma a árvore da vida, que representa esotericamente o Homem Arquetípico, Homem Primordial, Adam Kadmon. O mundo material é representado na árvore da vida por sua base, que é associada a Adonai (ver: Tetragrammaton).
Na teosofia, filosofia esotérica fundada por Helena Petrovna Blavatsky e outros, explica-se que o cosmo é emanado de um princípio que é chamado de Parabrahman, e que não é o deus criador das religiões monoteístas. Esta manifestação do cosmo ocorre de forma periódica, em um ciclo eterno, sem início nem fim.
Segundo Blavatsky no livro A Doutrina Secreta (1888), tem como inspiração pergaminhos muito antigos, chamados Estâncias de Dzyan, aos quais ela teria tido acesso e teria estudado. A cosmogênese da teosofia tem suas raízes na filosofia oriental, particularmente no hinduísmo e no budismo, e influenciou as chamadas ciências ocultas.

## Mitos

### Tupi-Guarani
Na cosmogonia Guarani, segundo os cânticos Ayvú Rapyta dos mbyá-guaranis, tudo que existe nasce e é nomeado a partir de um som produzido no mundo superior, o Espírito-Música, o Grande Som Primeiro, esse som desdobra-se em formas que serão pais e mães de seus filhos, as palavras-almas. Tupã não é a divindade suprema, mas apenas uma força da natureza, como por exemplo, entre os Sioux e na mitologia germânica.